# Consistórios de Pio V
O Papa Pio V (1566-1572) criou 21 cardeais em três consistórios

## 6 de março de 1566
1. Michele Bonelli, O.P.

## 24 de março de 1568
1. Diego Espinoza
2. Jérôme Souchier, O.Cist.
3. Giovanni Paolo della Chiesa
4. Antonio Carafa

## 17 de maio de 1570
1. Marco Antonio Maffei
2. Gaspar Cervantes
3. Giulio Antonio Santori
4. Pierdonato Cesi
5. Carlo Grassi
6. Charles d'Angennes de Rambouillet
7. Felice Peretti di Montalto, O.F.M.Conv. (Futuro Papa Sisto V)
8. Giovanni Aldobrandini
9. Girolamo Rusticucci
10. Giulio Aquaviva d'Aragona
11. Gaspar de Zúñiga y Avellaneda
12. Nicolas de Pellevé
13. Archangelo de 'Bianchi, O.P.
14. Paolo Burali d'Arezzo, C.R.
15. Vincenzo Giustiniani, O.P.
16. Gian Girolamo Albani